# Родригес Бенитес, Йонатан
Йонатан Алексис Родригес Бенитес (исп. Yonathan Alexis Rodríguez Benítez; род. 1 июля 1993, Монтевидео) — уругвайский футболист, полузащитник клуба «Насьональ».

## Клубная карьера
Родригес — воспитанник клуба «Серрито». 12 октября 2013 года в матче против «Бостон Ривер» он дебютировал в уругвайской Сегунде. 8 октября 2016 года в поединке против «Такуарембо» Йонатан забил свой первый гол за «Серрито». В 2020 году игрок помог клубу выйти в элиту. 17 мая 2021 года в матче против столичного «Ривер Плейта» он дебютировал в уругвайской Примере. В начале 2022 года Родригес на правах аренды перешёл в «Насьональ». 13 марта в матче против «Монтевидео Сити Торке» он дебютировал за новый клуб. 21 мая в поединке против «Альбиона» Йонатан забил свой первый гол за «Насьональ». В своём дебютном сезоне он выиграл чемпионат.
В начале 2024 года Йонатан перешёл в аргентинский «Химнасия Ла-Плата». 26 января в матче против «Тальерес» он дебютировал в аргентинской Примере. Летом того же года Родригес стал игроком клуба «Банфилд». 28 июля в матче против «Тальерес» он дебютировал за новую команду.

## Достижения
Клубные
 «Насьональ»
- Победитель уругвайской Примеры — 2022